# Informationsteori
Informationsteori er studiet af kvantificering, opbevaring og viderebringelse af information. Informationsteori er et emne inden for informationsvidenskab[kilde mangler]. Begrebet informationsteori blev oprindeligt introduceret af Claude E. Shannon i 1948 i afhandlingerne "A Mathematical Theory of Communication", der undersøgte grænserne for håndtering af signalbehandling og datakompression.
Emnet kan imidlertid opfattes på tre væsensforskellige måder:
- En måde, hvor alle former (og mulige udfald af noget tilfældigt) opfattes som mere eller mindre komplekse mængder af information. Begrebet entropi er et nøglebegreb i denne betydning. informationsteori i denne betydning handler altså i første række om noget naturvidenskabeligt og statistisk.
- En måde, hvor information betragtes som mængder af bits, der kan opbevares, transformeres, krypteres, komprimeres/dekomprimeres, transmitteres og præsenteres elektronisk. Dette er den datalogiske betydning af informationsteori. Informationsteori i denne betydning handler således i første række om teknologi, f.eks. i form af automatisering, måling, styring og robotteknologi og har ikke nødvendigvis at gøre med den menneskelige opfattelses- eller formuleringsevne.
- En måde, hvor det interessante er de menneskelige aspekter i forholdet mellem afsender og modtager af information, samt tilgængelighed af information og dermed formidling af viden. Det er informationsteori i denne betydning, der har interesse i forbindelse med forskning og undervisning samt i forbindelse med informationssystemer og i bibliotekssammenhæng.

I den tredje betydning har begrebet speciel interesse i forbindelse med udbredelsen og udviklingen af internettet.
- Hvordan kan man finde vej i informationsjunglen?
- Hvordan kan man trænge igennem med et budskab?
- Hvordan kan man præsentere en meget stor stofmængde på en overskuelig måde?
- Hvordan udgår man redundans, altså en stor mængde overflødige gentagelser af det samme, der bare fylder op?

Informationsteori blev et populært emne i flere forskellige videnskabelige discipliner i 1950'erne, — og det i sådan en grad at Shannon i 1956 advarede mod dårlige studier.